# Danny Toan
Danny Toan (Geburtsname Danforth Noyes Toan; * 1951) ist ein US-amerikanischer Fusion-Gitarrist und Komponist. Seinen Stil kann man im weitesten Sinne als Jazzrock bezeichnen.
Toan stammt aus einer musikalischen Familie: Sein Vater, der Architekt Danforth W. Toan, war Jazzsaxophonist; sein Bruder Braden ist Dirigent. Seine Veröffentlichungen unter eigenem Namen datieren noch aus den 1970ern. Daraus resultierte ein Bekanntheitsgrad als sogenannter Musicians’ Musician also ein Musiker, der vornehmlich Insidern der Musikszene bekannt war. 1976 gehörte er zur Band Fuel von Larry Young (Spaceball) und zu Larry Coryells Eleventh House (Aspects); Coryell hat einige seiner Stücke interpretiert. 1978 war er an der Einspielung der Alben Something Like a Bird von Charles Mingus und Sunbelt von Herbie Mann beteiligt.
Tom Lord verzeichnet nur sechs Aufnahmesitzungen Toans zwischen 1976 und 1979. Im Baltimore Museum spielte er 2000 mit John Lee und Gerry Brown; 2013 trat er beim Konzert zum 70. Geburtstag von Coryell auf.

## Diskographische Hinweise
- First Serve (Embryo/Atlantic 1977)[6][7]
- Memories of the Future (Atlantic, 1978, mit Randy Brecker, Narada Michael Walden u. a.)
- Big Foot (Sandra, 1979, Reissue: INAK, 1990 mit John Lee, Gerry Brown und Joachim Kühn)
- Various – The Blackout (Mother Records, 1997, Soundtrack)[8];